# Luca Boschi
Luca Boschi (* 29. Dezember 1972 in Piacenza) ist ein san-marinesischer Politiker und seit dem 1. Oktober 2019 Capitano Reggente des Kleinstaates.

## Biografie
Luca Boschi wurde im Jahr 1972 in Mailand geboren. Er studierte Wirtschaftswissenschaften an der Cardiff University in Wales und machte dort auch sein Diplom. Bevor er in die Politik ging, arbeitete er im privatwirtschaftlichen Sektor. Für die links-ökologische Partei Civic 10 wurde er 2016 in das san-marinesische Parlament (Consiglio Grande e Generale) gewählt. Am 17. September 2019 bestimmten die Mitglieder des Consiglio Grande e Generale ihn zu einem der beiden Capitani Reggenti neben Mariella Mularoni. Seine Amtseinführung fand am 1. Oktober statt.
Er hat drei Kinder.